# Римицан, Алексей Юлианович
Алексей Юлианович Римицан (11 февраля 1946 года — 8 декабря 2010 года, Санкт-Петербург) — советский и российский поэт-песенник, автор многих популярных шлягеров.

## Биография
Не желая зависеть от прихотей эстрады, Алексей Римицан много лет трудился по своей основной специальности — дефектоскопистом в лаборатории Ленэнерго, одновременно сочиняя тексты песен, которые моментально становились шлягерами. В песенном жанре он много и плодотворно сотрудничал с такими известными композиторами, как Виктор Резников, Валерий Севастьянов, Татьяна Островская, Евгений Ростовский, Лора Квинт, Борис Ривчун, Вячеслав Малежик, Анатолий Киселёв, Андрей Косинский. Песни на стихи Римицана входят в репертуар Михаила Боярского, Ларисы Долиной, Валерия Леонтьева, Николая Караченцова, Яака Йоалы, Людмилы Сенчиной, Александра Малинина, Павла Смеяна, Анне Вески, Ирины Понаровской и многих других известных артистов.
Алексей Римицан являлся одним из учредителей Фонда Виктора Резникова, который был создан в 1992 году после смерти композитора.

## Популярные песни
1. «Дарю, дарю!» (музыка Виктора Резникова) исполняет группа «Секрет»
2. «Биочасы» (музыка Виктора Резникова) исполняет Валерий Леонтьев
3. «Практикантка Катя» (музыка Виктора Резникова) исполняет Лариса Долина
4. «Дельтаплан» (музыка Виктора Резникова) исполняют Лариса Долина, София Ротару
5. «Свет» (музыка Виктора Резникова) исполняет Виктор Резников
6. «Динозаврики» (музыка Виктора Резникова) исполняют Михаил Боярский, Сергей Боярский, Виктор Резников и Андрей Резников
7. «Ночь, прочь!» (музыка Виктора Резникова) исполняют Михаил Боярский, Сергей Боярский, Виктор Резников и Андрей Резников
8. «Быть самим собой»  (музыка Валерия Севастьянова) исполняет Яак Йоала
9. «Весёлый ковбой» (музыка Валерия Севастьянова) исполняет Михаил Боярский (позже эту же песню исполнил Николай Караченцов)
10. «На золотом крыльце» (музыка Татьяны Островской) исполняет Николай Караченцов
11. «Действуй!» (музыка Татьяны Островской) исполняет Николай Караченцов
12. «Кроссворд» (музыка Татьяны Островской) исполняет Ирина Понаровская
13. «Ласточки» (музыка Татьяны Островской) исполняет Павел Смеян
14. «Продлись, счастье!» (музыка Валерия Севастьянова) исполняет Анне Вески
15. «Присягаю» (музыка Валерия Севастьянова) исполняет Александр Малинин
16. «Всё позабудь» (музыка Валерия Севастьянова) исполняет Людмила Сенчина
17. «Старая лестница» (музыка Валерия Севастьянова) исполняет Яак Йоала[2][4]
18. «Милый, горячо любимый» (музыка Валерия Севастьянова) исполняет Анне Вески

## Интересные факты
После смерти Виктора Резникова в феврале 1992 года Михаил Боярский записал его последнюю песню «Спасибо, родная!». Резников сам написал музыку и слова к этой песне, но Боярскому она показалась слишком короткой. И тогда по его просьбе Алексей Римицан дописал к этой песне третий куплет. Он также заменил первые две строчки в первом куплете. Кроме того, текст не менее известной песни «Домовой» был написан Виктором Резниковым в 1988 году в соавторстве с Алексеем Римицаном.